# Hüseyin Koç
Hüseyin Koç (ur. 30 lipca 1979 w Bursie) – turecki siatkarz, grający na pozycji rozgrywającego.

## Życie prywatne
W 2010 roku ożenił się z Dilay Okta. Jego żona również była siatkarką. Spędziła 8 lat w klubie Nilüfer Belediyespor. Po zakończeniu kariery siatkarskiej postanowiła być zawodowym architektem wnętrz. W 2012 roku urodził się syn - Mehmet Kuzey.

## Sukcesy klubowe
Puchar Challenge:
- 2009
- 2011

Mistrzostwo Turcji:
- 2014[2]
- 2011, 2013
- 2009, 2015

Puchar Turcji:
- 2013, 2014

Puchar CEV:
- 2013

Superpuchar Turcji:
- 2013[3]

Liga Mistrzów:
- 2014

## Sukcesy reprezentacyjne
Letnia Uniwersjada:
- 2005

## Nagrody indywidualne
- 2009: Najlepszy rozgrywający Pucharu Challenge
- 2013: Najlepszy rozgrywający Pucharu CEV